# Erra-imitti

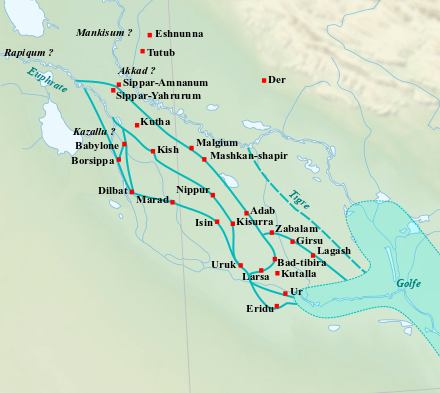
Mapa południowej Mezopotamii w okresie starobabilońskim (ok. 2000-1595 p.n.e.)

Erra-imitti (akad. Erra-imitti, zapisywane dEr3-ra-i-mi-ti, tłum. „Bóg Erra jest wsparciem”) – dziewiąty król z I dynastii z Isin, następca Lipit-Enlila. Według Sumeryjskiej listy królów panować miał przez 7 (kopie P5 i TL) lub 8 lat (kopia WB 444). Lista królów Ur i Isin daje 8 lat. Jego rządy datowane są na lata ok. 1868-1861 p.n.e. (chronologia średnia).